# إيديوبونتو
ايديوبونتو المعروف سابقًا بأوبنتو إيديوكيشن إيدشن (بالإنجليزية: Edubuntu أو Ubuntu Education Edition)‏ هي نسخة من توزيعة لينكس أوبونتو معدة للعمل في الفصول الدراسية وداخل البيوت والمدارس والمجتمعات المحلية.
تم تطوير ايديوبونتو بالتعاون مع مدرسين وخبراء من بلدان مختلفة. تم بناء ايديوبونتو على أوبنتو، ويتضمن مشروع خادم طرفية لينكس وتطبيقات تعليمية تتناسب مع الفئة العمرية بين 6-18 سنة.

## الميزات
شمل ايديوبونتو مشروع خادم طرفية لينكس، الذي يتيح استخدام عدد كبير من التطبيقات التعليمية من ضمنها فهمت وكدي إيديوكيشن سولت وسكولتول كاليندر. أول إصدار من ايديوبونتو صدر بالتزامن مع أوبنتو 5.10 المسماة Breezy Badger في 13 أكتوبر 2005.
الواجهة الرسومية الافتراضية لايديوبونتو هي جنوم، ولكن منذ الإصدار 7.10 تمت إصدار واجهة كدي وسمي الإصدار Edubuntu KDE.

## أهداف المشروع
هدف ايديوبونتو الرئيسي هو تمكين المربي محدود المعرفة والمهارة التقنية من إنشاء مختبر حاسوب أو بيئة تعلم على الإنترنت في ساعة أو أقل، وتمكين إدارة البيئة فيما بعد بشكل فعال.
يهدف المشروع أيضا إلى تمكين البيئات التي تفتقر إلى الموارد، من الاستفادة القصوى من المعدات المتاحة.

## وصلات خارجية
- موقع ايديوبونتو